# Duke of Devonshire

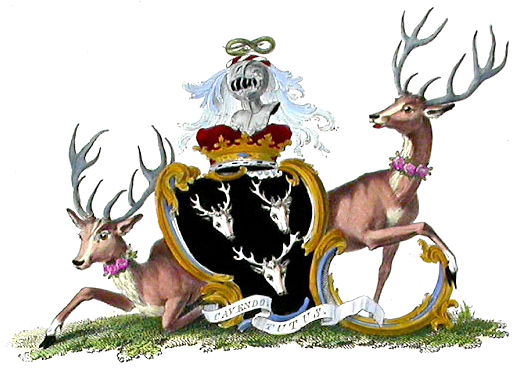
Familienwappen der Dukes of Devonshire

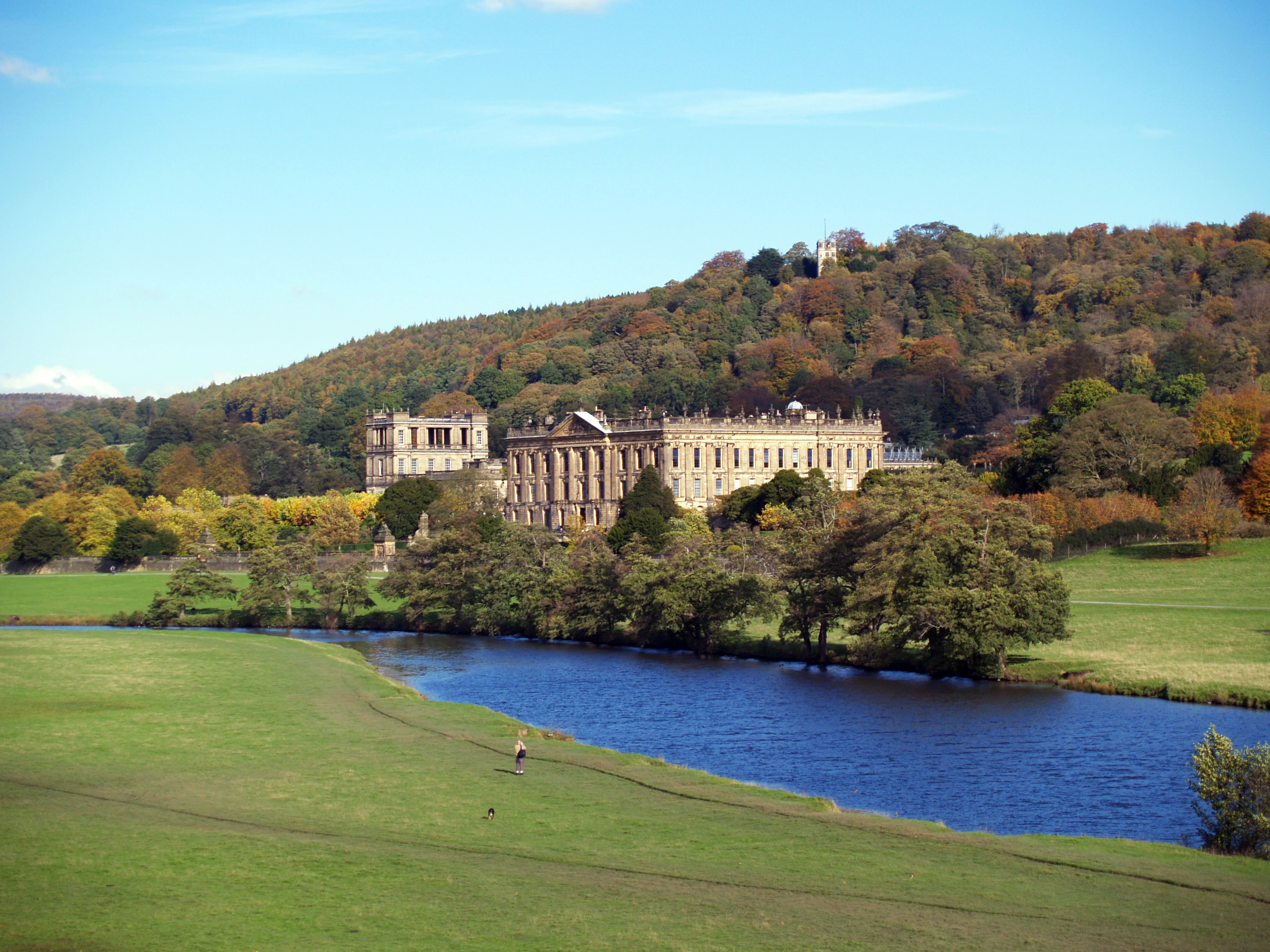
Chatsworth House

Duke of Devonshire ist ein erblicher britischer Adelstitel in der Peerage of England, der vom Oberhaupt der Cavendish geführt wird. Er ist benannt nach der Grafschaft Devon im Südwesten Englands.
Stammsitz der Dukes ist Chatsworth House in Derbyshire. Außerdem gehören der Familie Bolton Abbey und Lismore Castle im County Waterford in der Republik Irland. Frühere Familiensitze waren außerdem Londesborough Hall in Yorkshire, Hardwick Hall in Derbyshire und als Stadthaus in London Devonshire House, Piccadilly.

## Verleihung und nachgeordnete Titel
Der Titel wurde am 12. Mai 1694 an William Cavendish, 4. Earl of Devonshire, verliehen. Dieser war Unterstützer von Wilhelm III. während der Glorious Revolution. Er war dann Lord Steward am Hofe Wilhelms.
Zusammen mit dem Dukedom wurde ihm der nachgeordnete Titel Marquess of Hartington verliehen, er gehört ebenfalls zur Peerage of England.
Bereit 1684 hatte er von seinem Vater die am 4. Mai 1605 bzw. 7. August 1618 in der Peerage of England für seinen Urgroßvater William Cavendish geschaffenen Titel Baron Cavendish of Hardwick und Earl of Devonshire geerbt. Sein Urgroßvater war ein Onkel von Arabella Stuart und machte sich um die Besiedelung Virginias verdient. Beide Titel werden als nachgeordnete Titel des Dukes geführt.
Beim kinderlosen Tod des 6. Duke 1858 gingen die Titel auf William Cavendish, 2. Earl of Burlington, über, einen Enkel des jüngsten Sohnes des vierten Dukes. Seinem Großvater waren 1831 die Titel Earl of Burlington und Baron Cavendish of Keighley, in the County of York, verliehen worden. Beide Würden, die zur Peerage of the United Kingdom gehören, wurden durch die Verbindung zu nachgeordneten Titeln des Dukedoms.
Der älteste Sohn des jeweiligen Dukes trägt als dessen Titelerbe (Heir apparent) den Höflichkeitstitel Marquess of Hartington, dessen ältester Sohn denjenigen eines Earl of Burlington. Dessen Sohn, also der Urenkel des Dukes, führt den Titel Lord Cavendish.

## Weiterer Titel
Der fünfte Duke erbte von seiner Mutter 1754 die Würde eines Baron Clifford, die 1628 in der Peerage of England geschaffen worden war. Als der sechste Duke 1858 kinderlos verstarb, fiel dieser Titel, der auch in weiblicher Linie vererbt werden kann, in Schwebe (Abeyance). Dieser Zustand besteht bis heute fort.

## Liste der Earls und Dukes of Devonshire

### Earls of Devonshire (1618)
- William Cavendish, 1. Earl of Devonshire (1552–1626)
- William Cavendish, 2. Earl of Devonshire (1591–1628)
- William Cavendish, 3. Earl of Devonshire (1617–1684)
- William Cavendish, 4. Earl of Devonshire (1640–1707), 1694 zum Duke of Devonshire erhoben

### Dukes of Devonshire (1694)
- William Cavendish, 1. Duke of Devonshire (1640–1707)
- William Cavendish, 2. Duke of Devonshire (1672–1729)
- William Cavendish, 3. Duke of Devonshire (1698–1755)
- William Cavendish, 4. Duke of Devonshire (1720–1764)
- William Cavendish, 5. Duke of Devonshire (1748–1811)
- William Cavendish, 6. Duke of Devonshire (1790–1858)
- William Cavendish, 7. Duke of Devonshire (1808–1891)
- Spencer Cavendish, 8. Duke of Devonshire (1833–1908)
- Victor Cavendish, 9. Duke of Devonshire (1868–1938)
- Edward Cavendish, 10. Duke of Devonshire (1895–1950)
- Andrew Cavendish, 11. Duke of Devonshire (1920–2004)
- Peregrine Cavendish, 12. Duke of Devonshire (* 1944)

Titelerbe ist der einzige Sohn des jetzigen Dukes, William Cavendish, Marquess of Hartington (* 1969). Dessen Titelerbe ist sein einziger Sohn, James Cavendish, Earl of Burlington (* 2010).

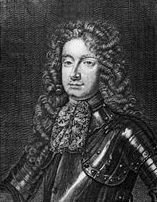
William Cavendish, 1. Duke of Devonshire
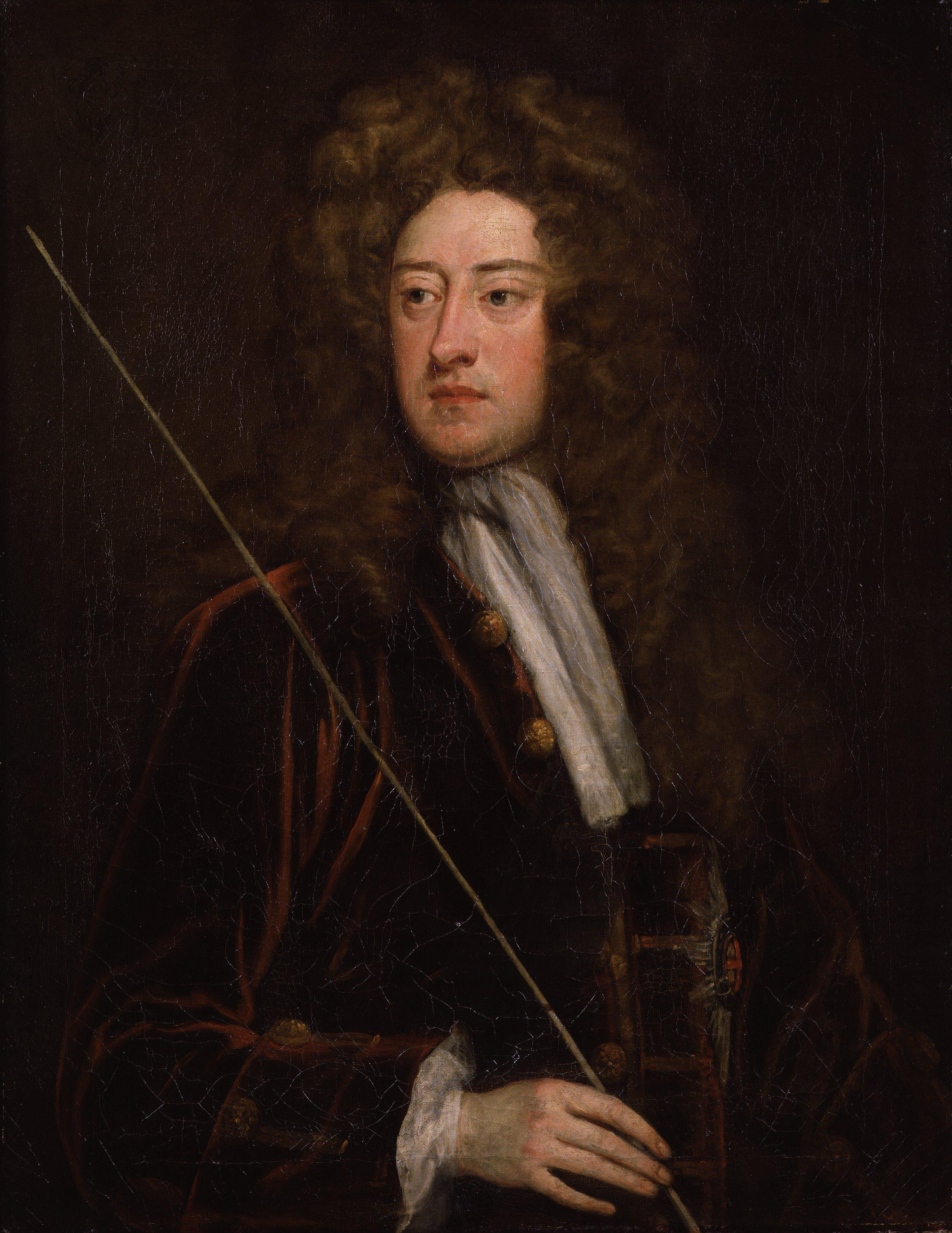
William Cavendish, 2. Duke of Devonshire
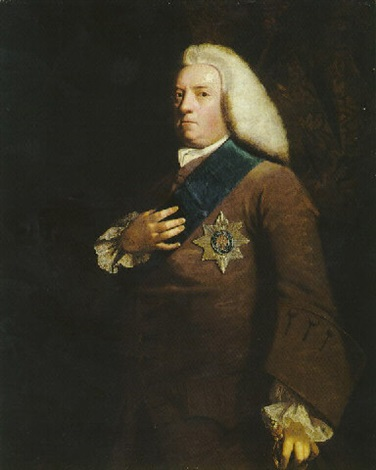
William Cavendish, 3. Duke of Devonshire
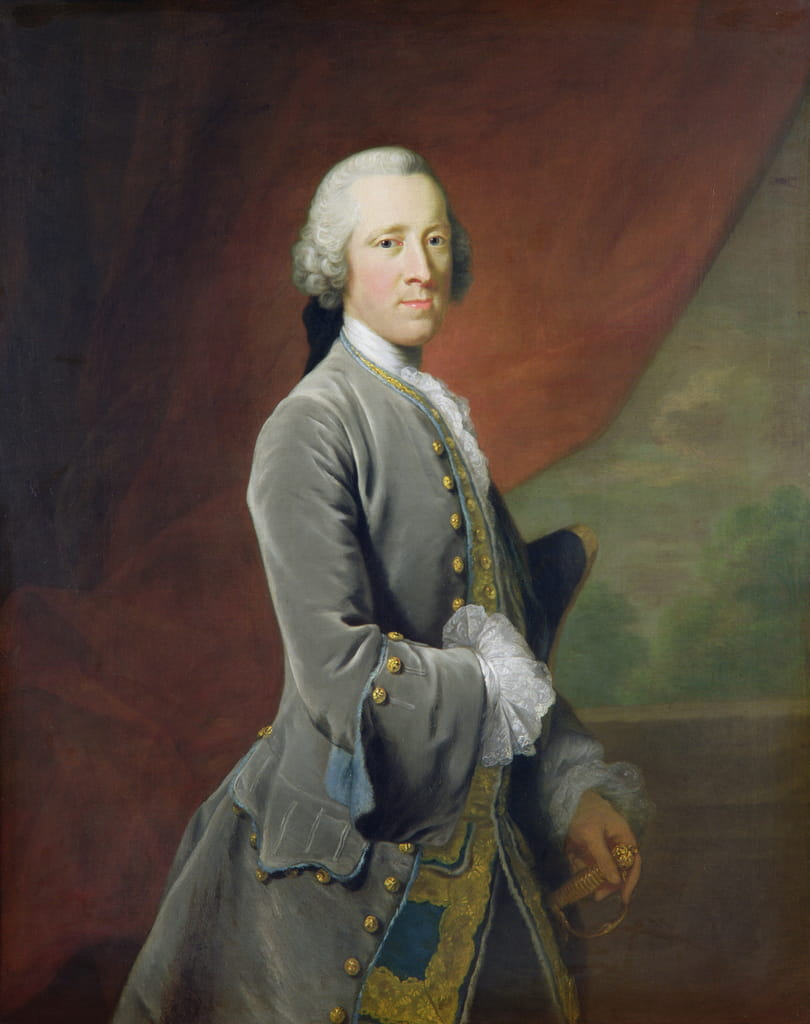
William Cavendish, 4. Duke of Devonshire
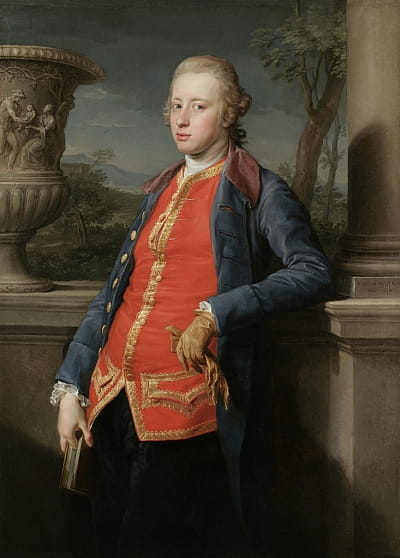
William Cavendish, 5. Duke of Devonshire
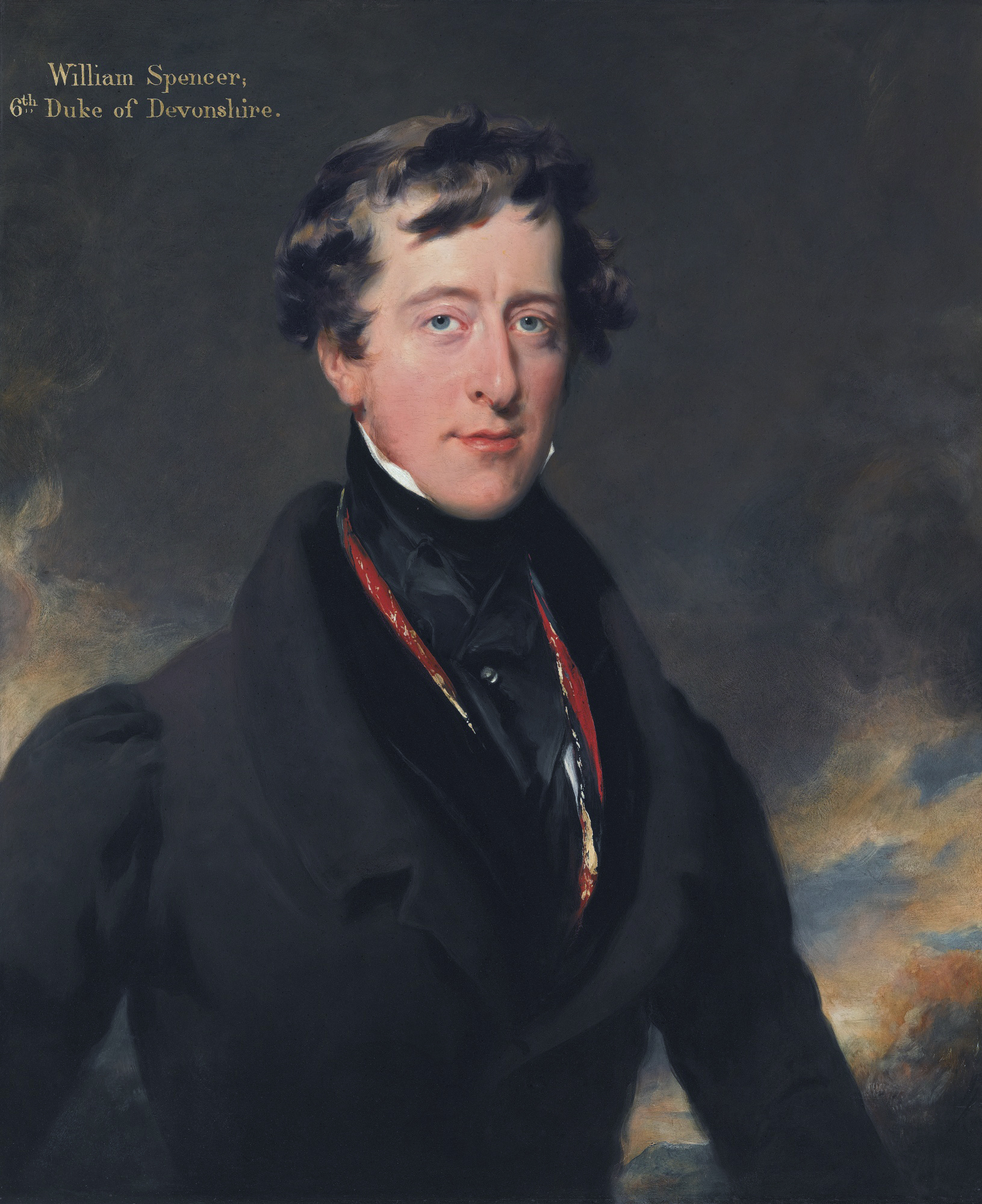
William Cavendish, 6. Duke of Devonshire
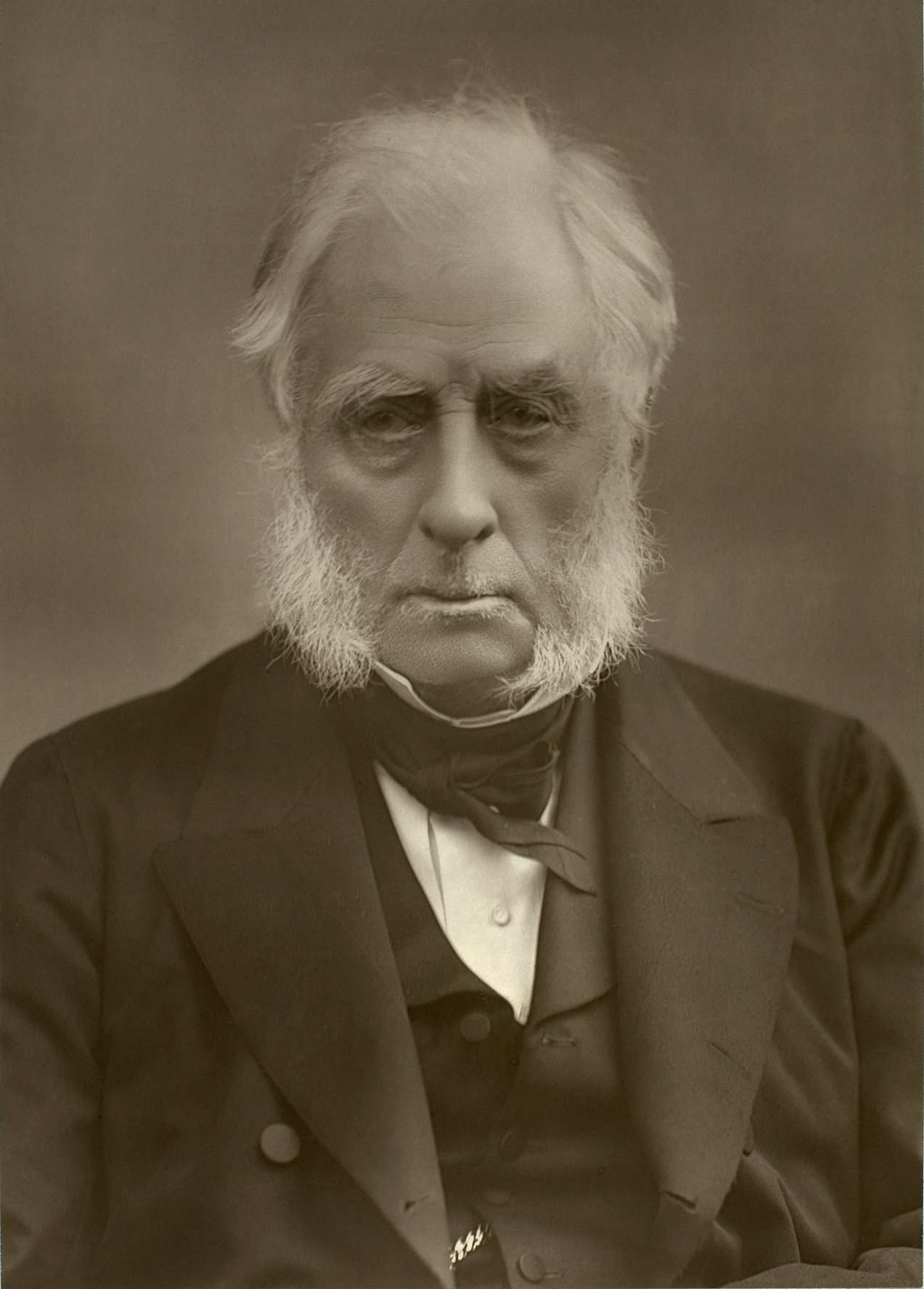
William Cavendish, 7. Duke of Devonshire
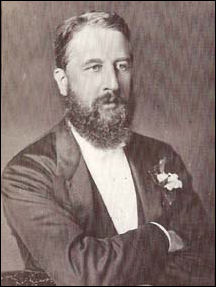
Spencer Cavendish, 8. Duke of Devonshire
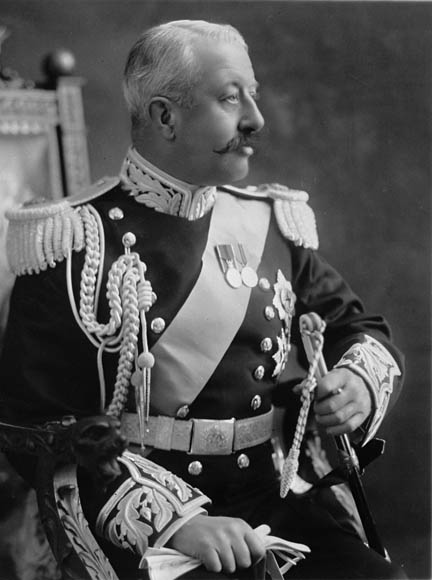
Victor Cavendish, 9. Duke of Devonshire
Andrew Cavendish, 11. Duke of Devonshire

## Sekundärliteratur
- Charles Kidd: Debrett’s Peerage and Baronetage. Debrett’s Ltd, London 2014, ISBN 0-9929348-2-6.
- John Pearson: The Serpent and the Stag. The Saga of England’s Powerful and Glamourous Cavendish Family from the Age of Henry the Eighth to the Present. Holt, Rinehart and Winston, New York 1984, ISBN 0-03-055431-4.